# Bodega Bay
Bodega Bay es un lugar designado por el censo ubicado en el condado de Sonoma en el estado estadounidense de California. En el año 2000 tenía una población de 1 423 habitantes y una densidad poblacional de 65,5 personas por km².

## Geografía
Bodega Bay es una localidad situada en la Bahía Bodega que debe su nombre a Juan Francisco de la Bodega y Quadra, quien cartografió la zona y ancló en la bahía el 3 de octubre de 1785. Se encuentra ubicada en las coordenadas 38°20′N 123°2′O / 38.333, -123.033. Según la Oficina del Censo, el lugar tiene un área total de 21,7 km² (8,4 mi²).

## Demografía
Según la Oficina del Censo, en 2000 los ingresos medios por familia eran $60 750. Los hombres tenían unos ingresos medios de $27 778, y $28 375, las mujeres. La renta per cápita para la localidad era de $37 226. Alrededor del 4,0% de la población estaban por debajo del umbral de pobreza.

## La central nuclear
En el extremo sur del cabo Bodega se comenzó la construcción de una central nuclear. Provocó una de los primeras movilizaciones de protesta contra la energía nuclear, que propició el descubrimiento de que la central se encontraba a tan solo a un kilómetro de la falla de San Andrés, lo que supuso que en 1964, con solamente una excavación cilíndrica realizada (más tarde apodada "The Big Hole" o "The Hole in the Head"), el proyecto fuera abandonado. Hoy la excavación se encuentra inundada y protegida con una valla y una garita de vigilancia.

## Escenario de la película Los pájaros
Bodega Bay fue utilizado de escenario para el clásico y apocalíptico film de terror de 1963, Los pájaros de Alfred Hitchcock.